# Danny Szetela
Daniel Szetela (* 7. Juni 1987 in Passaic) ist ein ehemaliger US-amerikanischer Fußballspieler mit polnischen Vorfahren.

## Karriere

### Im Verein
Danny Szetela wurde in der Bradenton Academy ausgebildet, wo er 2004 abschloss. Anschließend unterschrieb er einen Vertrag mit der Major League Soccer. Die Columbus Crew aus Ohio sicherten sich die Rechte. Sein Wunsch für seinen Heimatstadtverein MetroStars zu spielen blieb unerfüllt.
In seiner ersten Saison absolvierte er acht Spiele in der Regualer Season und zwei in den Play-offs. In der Saison 2005 wurde er öfters eingesetzt und spielte sich bis in die Stammelf. Ein Jahr später konnte er aufgrund von Verletzungen nur vier Spiele für die Crew bestreiten.
Am 31. August 2007 wechselte Szetala zum spanischen Erstligisten Racing Santander. Sein erstes Spiel für die Spanier machte er im Pokalspiel am 14. November 2007 gegen den FC Málaga. Zu einem Einsatz in einem Ligaspiel ist es nie gekommen. Ende Januar 2008 wurde er an Brescia Calcio ausgeliehen. Beim italienischen Zweitligisten wurde er mehrfach eingesetzt und konnte dort sogar sein erstes Tor in seiner Karriere als Profi erzielen. Im Sommer 2008 wurde die Leihe um ein Jahr verlängert.
Am 13. Juli 2009 kehrte Szetala nach Spanien zurück. Sein Vertrag wurde aber nicht verlängert. Er sah keine Option mehr seine Karriere in Europa fortzusetzen und kehrte 2009 in die USA zurück. Seitdem spielt er für DC United, die sich die Rechte an ihm sicherten. Nach nur vier Spielen in der Major League Soccer wurde er am 20. März 2010 freigestellt.
Nach dreijähriger Vereinslosigkeit wurde Szetala 2013 vom unterklassigen US-Verein Icon FC verpflichtet, er wechselte jedoch kurz darauf zum New York Cosmos, für die er bis 2020 aktiv war.

### In der Nationalmannschaft
Er spielte in diversen Jugendnationalmannschaften der USA und nahm an mehreren internationalen Jugendturnieren teil. Bei der U-20-WM 2007 in Kanada schoss er gegen Polen beim 6:1-Sieg der USA zwei Tore. Im ganzen gelangen ihm drei Tore bei der WM.
Am 17. Oktober 2007 wurde in einem Länderspiel gegen die Schweiz eingewechselt. Aufgrund seiner polnischen Vorfahren, hatte er auch die Chance für die Nationalmannschaft von Polen aufzulaufen. Der ehemalige Trainer der Nationalmannschaft, Paweł Janas, gab aber in einem Interview bekannt, dass Szetala keine Chance auf eine Nominierung hat, da es „in Polen 200 Spieler gibt, die genauso gut sind wie Szetala“.
Er nahm 2008 an den Olympischen Spielen in Peking teil.

## Verhaftung
Danny Szetela wurde am 11. Februar 2011 gemeinsam mit seinen beiden Brüdern nach einer Kneipenschlägerei in Boonton, New Jersey verhaftet.